# Tholstrup-familien
Tholstrup familien er en kendt dansk familie. Enkelte af familiens medlemmer, navnlig i de tidligere generationer, har stået bag større danske virksomheder, bl.a. ostemejeriet Tholstrup Cheese og Kosan Gas. Under ledelse af Henrik Tholstrup udviklede Tholstrup Cheese, på det tidspunkt formentlig det største danske mejeri i privateje, de populære blåskimmeloste, Castello og Saga, som begge fortsat er i handlen, både i Danmark og internationalt., Tholstrup Cheese blev i 2006 solgt til Arla.